# 헤시오도스

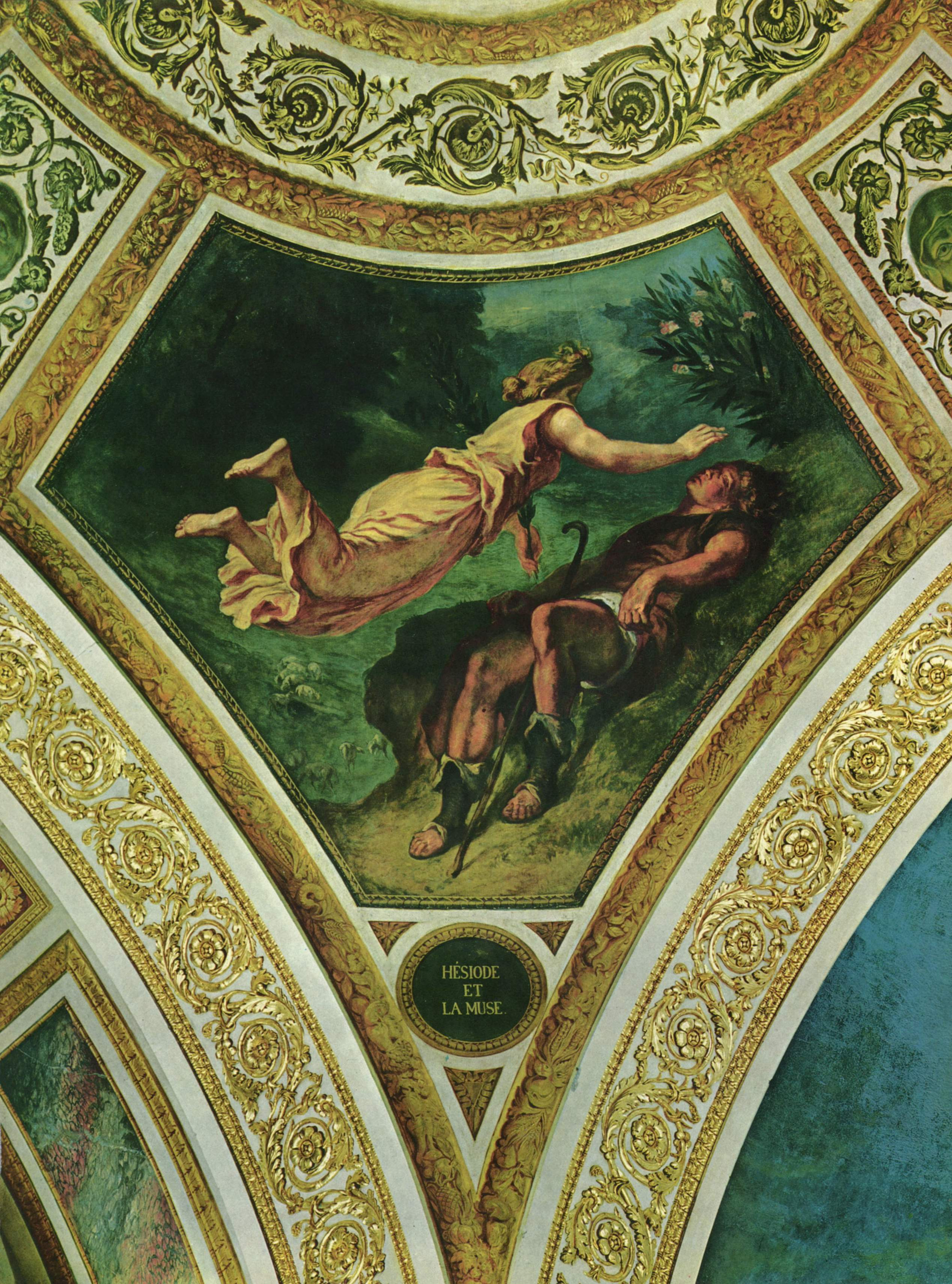
헤시오도스와 무사. 들라크루아 작.

헤시오도스(고대 그리스어: Ἡσίοδος Hēsíodos[*])는 기원전 7세기경 활동한 고대 그리스의 서사시인, 작가로 호메로스와 함께 그리스 신화, 그리스 문학에서 중요한 역할을 하는 시인이다. 헤로도토스는 헤시오도스와 호메로스가 그리스인들에게 신을 만들어 주었다고 했다 신화, 서사시, 교훈시 등을 지었으며, 호메로스와 함께 후대 그리스, 로마의 작가들에게 영향을 주었다

## 생애
헤시오도스의 가계나 주변 인물에 대한 것은 알려져 있지 않다. 고대 그리스의 전설적 시인 오르페우스의 후손으로, 정확한 가계는 알려져 있지 않지만 다만 소아시아 출신의 부유한 농가의 차남 또는 장남으로 추정되며 그의 동생이 유산을 탕진하였다는 점 정도가 알려져 있다.
헤시오도스의 생애에 관해서는 그 자신의 기록에서 단편적으로 유추할 수밖에 없다. 오르페우스의 후손인 헤시오도스의 아버지는 소아시아 출신으로 해상무역을 하다 실패하여 그리스 중부 보이오티아 지방의 아스크라에 정착했다고 한다. 헤시오도스는 보이오티아 지방에서 태어났으며 그 곳에서 목동으로 젊은 시절을 보낸 것으로 보인다. 그의 대표작인 테오고니아의 첫 구절에 따르면 목동으로 헬리콘이라는 언덕에서 음악의 여신으로부터 이른바 부름을 받아 시인이 되었다고 한다. 방랑 음유시인으로 활동했다는 것과, 나이가 들어서는 아주 조금 물려받은 농토를 갈아서 생계를 유지했다는 것 외에 헤시오도스의 생애에 관해서 알려진 바는 거의 없다.
헤시오도스와 호메로스의 출생 연대를 둘러싸고 학계에서는 여러 가지로 추측을 하고 있지만 일반적으로는 호메로스를 연장자로 보고 있다.

## 작품

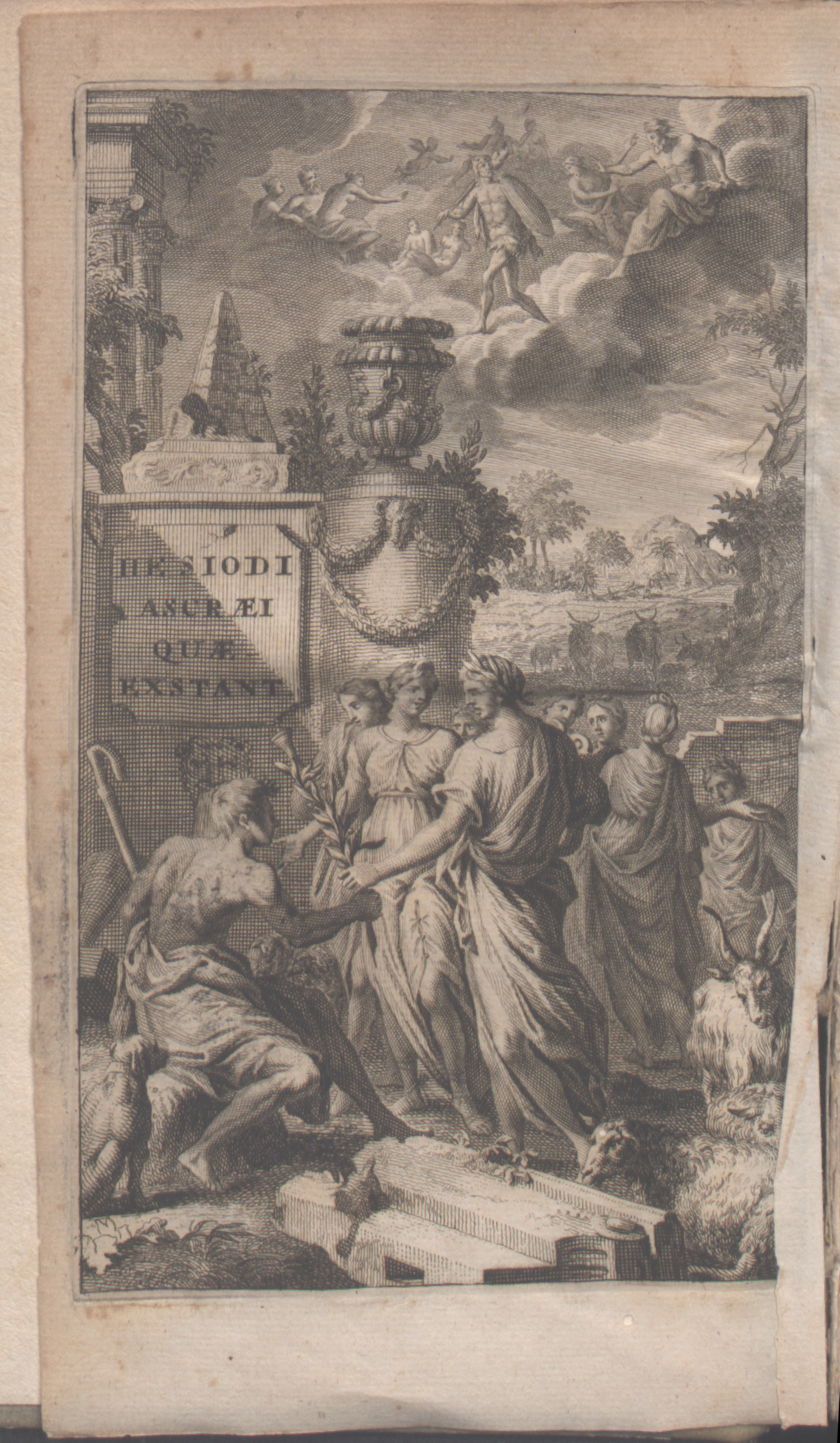
Hesiodi Ascraei quaecumque exstant, 1701

### 《신들의 계보》
《신들의 계보》(그리스어: Θεογονία)는 우주의 생성, 탄생, 신들의 기원에 대한 가장 오래되고 권위있는 기록이다. 신들의 계보를 설명하고 있으며 특히 프로메테우스와 판도라 이야기에 대한 가장 오래된 문헌이다.

### 《일과 날》
《일과 날》(고대 그리스어: Ἔργα καὶ Ἡμέραι)은 약 828행의 노동시로 농부의 일상 생활을 포괄적으로 그리며 농부가 할 일에 대한 실천적인 지침을 제시하는 교훈적인 내용을 담고 있다. 그리스 신화에서 이른바 황금시대(黃金時代)에 대한 가장 오래된 기록이다. 헤시오도스는 자신의 경험에서 얻은 여러 가지 도덕적, 실천적 교훈을 이 교훈시에 담고 있으며 이후 헬레네즘, 로마 시대는 물론 서양 교훈문학의 효시가 되는 작품으로 평가 받는다.

### 기타 작품
- 헤라클레스의 방패(고대 그리스어: Ἀσπὶς Ἡρακλέους) : 총 480행의 서사시. 헤라클레스의 이야기와 특히 그의 방패에 대한 서사.
- 여인열전(그리스어: γυναικών κατάλογος) : 고대에는 전 5권의 방대한 내용으로 알려져 있으나 현재는 일부 단편만이 남아있다.

이외에도 헤시오도스의 작품으로 추정되는 시들이 단편적으로 남아있다.

## 같이 보기
- 오르페우스
- 호메로스
- 헤로도토스
- 파우사니아스
- 베르길리우스
- 플루타르코스
- 오비디우스

## 참고 문헌
- 헤시오도스 저, 천병희 역, 신들의 계보, 숲, 2009 :〈신들의 계보〉, 〈일과 날〉, 〈헤라클레스의 방패〉, 〈여인들 목록〉을 번역한 것이다.
- Hugh G. Evelyn-White (1914). 〈Introduction〉. 《Hesiod, the Homeric Hymns, and Homerica》.